# Combray
Combray település Franciaországban, Calvados megyében. Lakosainak száma 143 fő (2022. január 1.). Combray Donnay, Esson, Saint-Omer, Saint-Rémy és Thury-Harcourt-le-Hom községekkel határos.

## Népesség
A település népességének változása:
| Lakosok száma | 123  | 100  | 98   | 117  | 147  | 152  | 148  | 144  | 144  | 143  |
|               | 1968 | 1982 | 1990 | 2006 | 2013 | 2015 | 2017 | 2019 | 2020 | 2022 |